# Axehammer
Axehammer (Eigenschreibweise AxeHammer) ist eine 1981 gegründete Band aus Los Angeles, die im europäischen Raum allerdings nur einen geringen Bekanntheitsgrad genießt.

## Geschichte
Die Band wurde in den frühen 1980er Jahren gemeinsam von Joe Aghassi und Jerry Watt in Los Angeles gegründet. Ihren markanten Klang haben sie von ihrem ursprünglichen Leadsänger Bill Ramp, der die Band jedoch schon bald aus gesundheitlichen Gründen verlassen musste. Axehammer spielte schon mit Genre-Größen wie etwa Slayer, Malice und Agent Steel.
Zurzeit ist die Band bei dem Label Sentinel Steel Records unter Vertrag.
Ihre stilistischen Einflüsse ziehen die Bandmitglieder hauptsächlich aus dem Bereich des klassischen Heavy Metal, unter anderem zählen Black Sabbath, Iron Maiden, Deep Purple, Judas Priest, Dio und Accept zu ihren musikalischen Vorbildern.
Unter anderem traten sie beim Keep It True VI 2006 auf.

## Diskografie
- 1983: 1983 Demo
- 1988: 1988 Demo
- 1998: Lord of the Realm (EP, Sentinel Steel)
- 2005: Windrider (LP, Sentinel Steel)
- 2012: Marching On (LP, Pure Steel Records)